# کلیسای جامع تالین
کلیسای جامع تالین (ارمنی: Թալինի Կաթողիկե եկեղեցի;انگلیسی: Cathedral of Talin) یک کلیسای جامع حواری ارمنی واقع در در تالین، ارمنستان می‌باشد. ساخت و ساز این ساختمان سده ۷ام میلادی به پایان رسید.

## نگارخانه

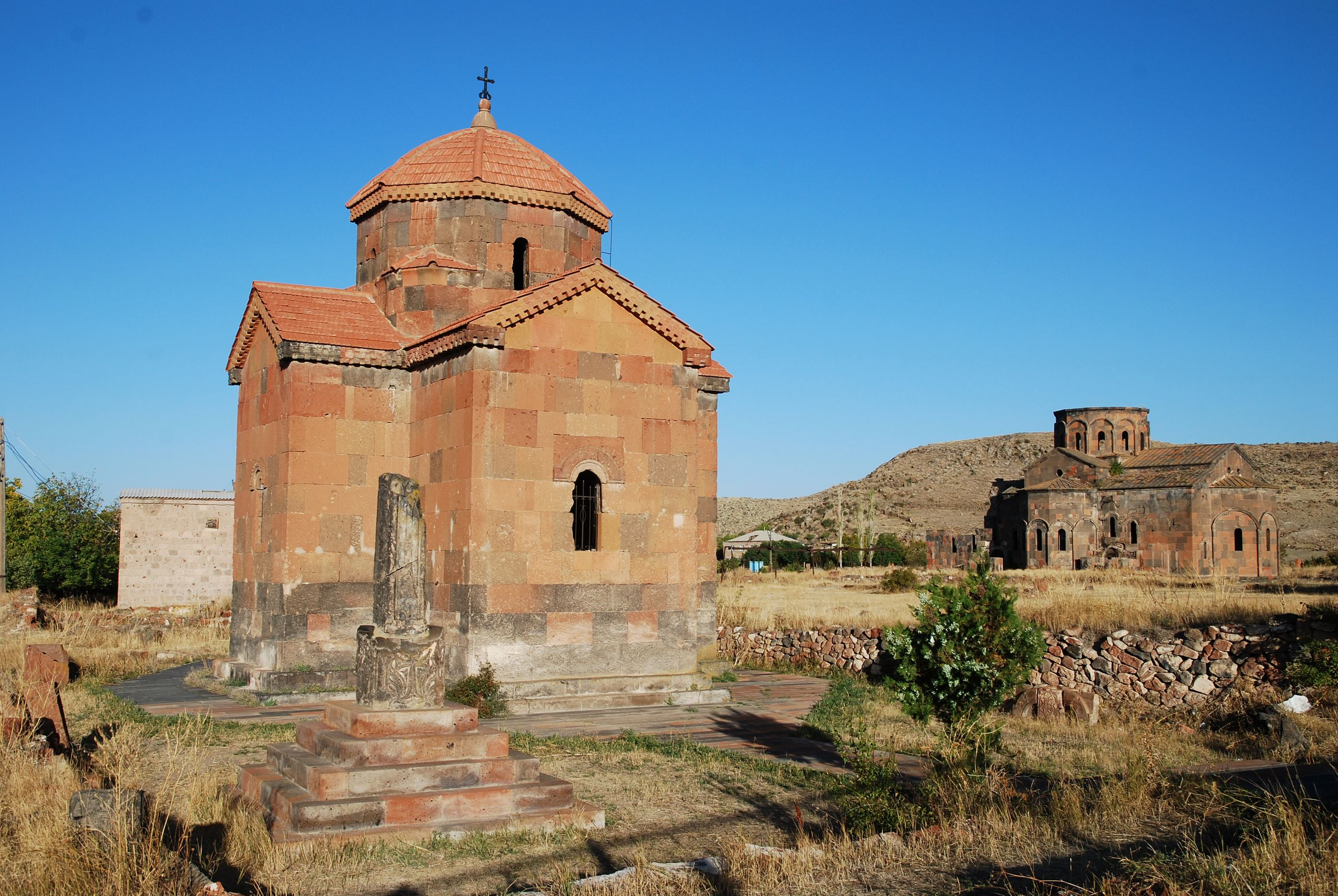
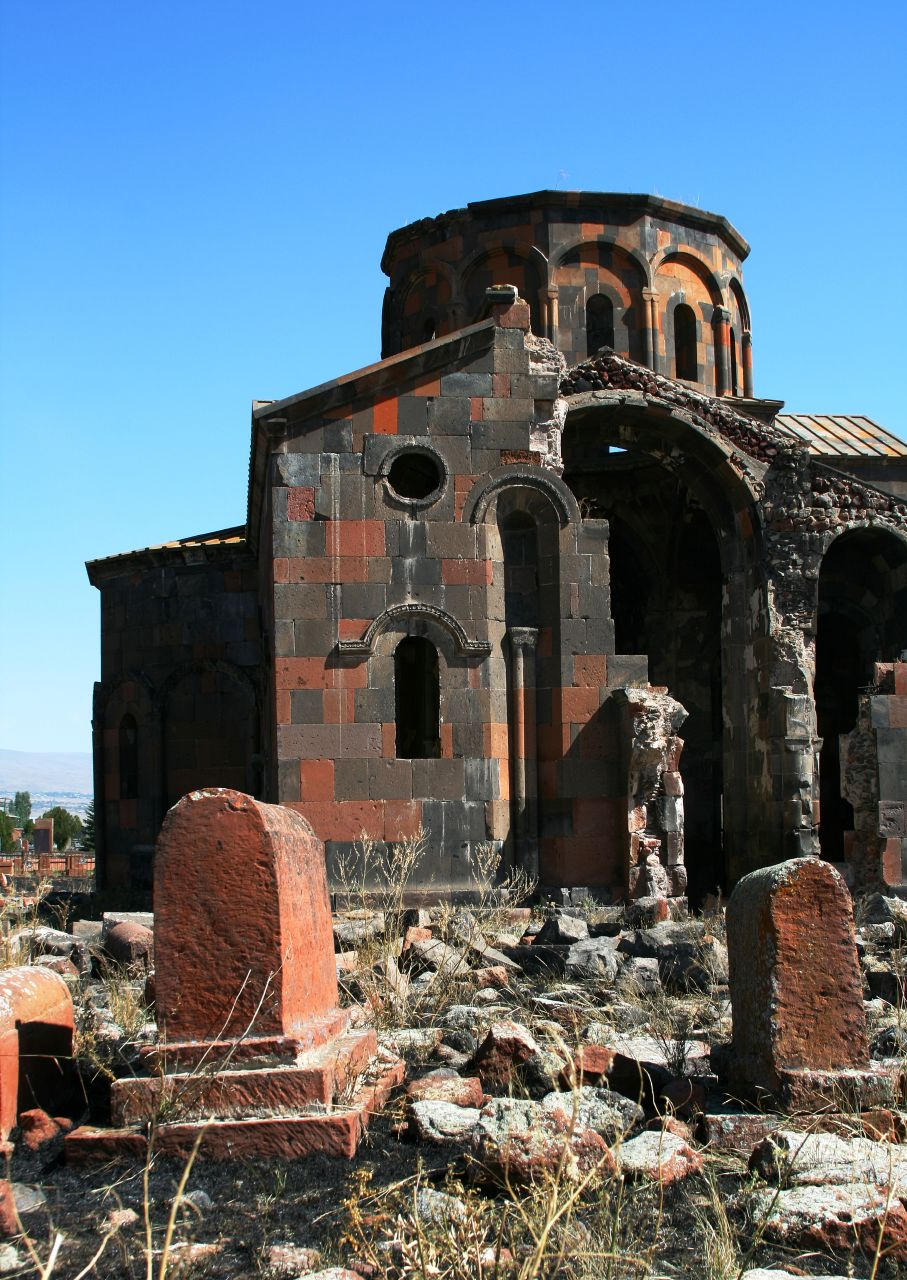
نمای نزدیک از بخش فروریخته کلیسای جامع
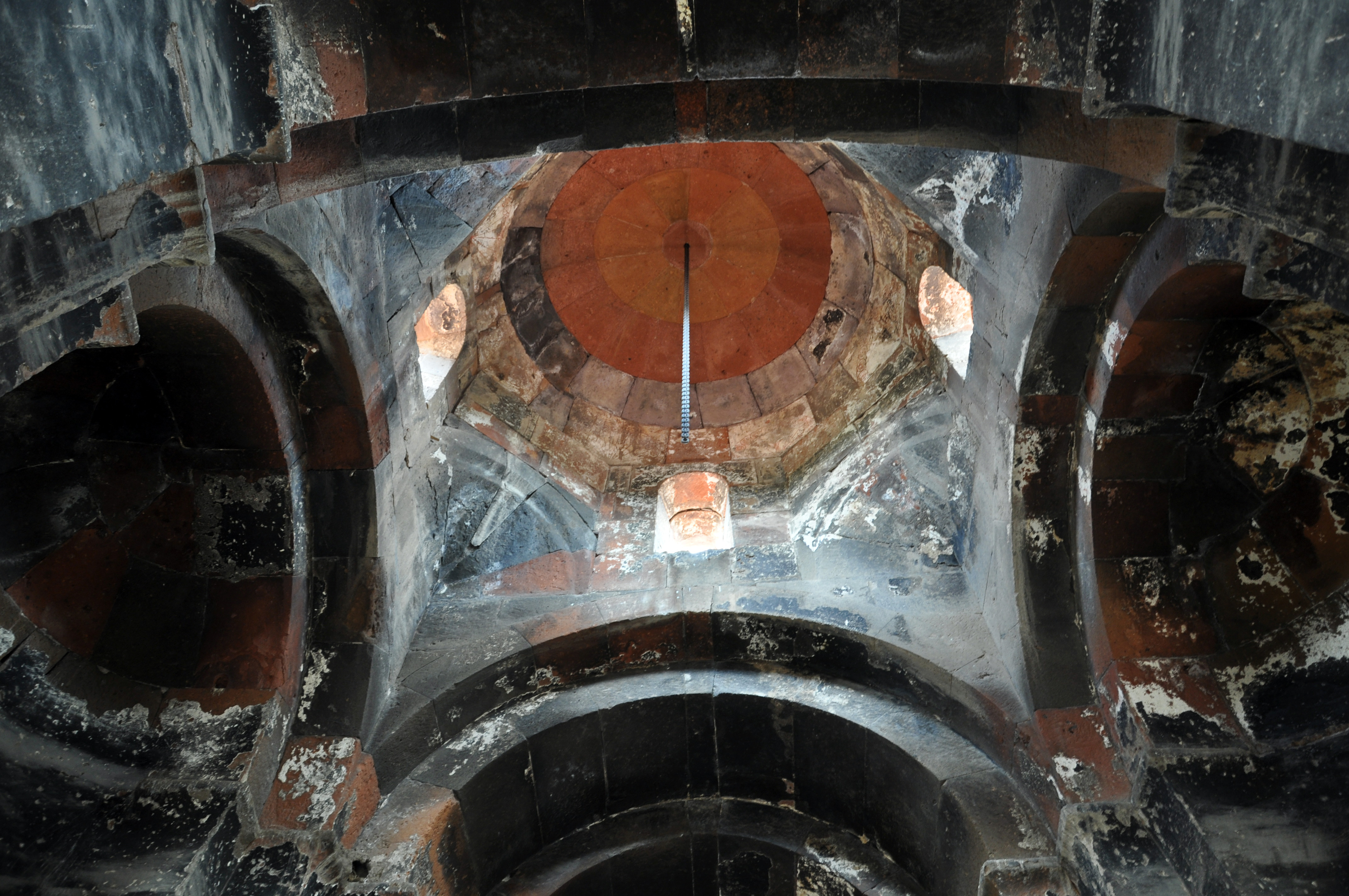
کلیسای کوچک (چاپل) در کنار کلیسای جامع تالین، ارمنستان، متعلق به سده ۷ میلادی.
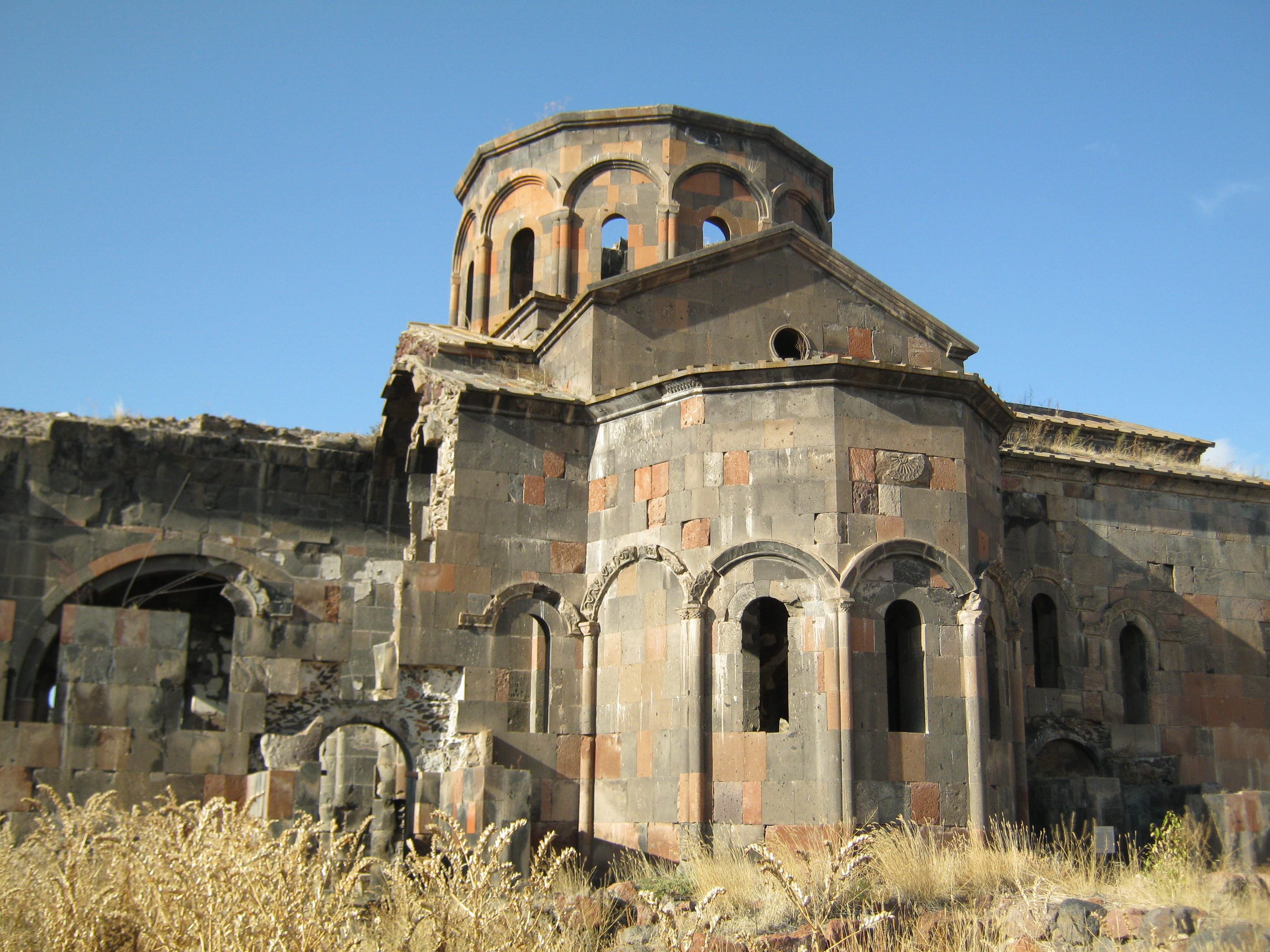
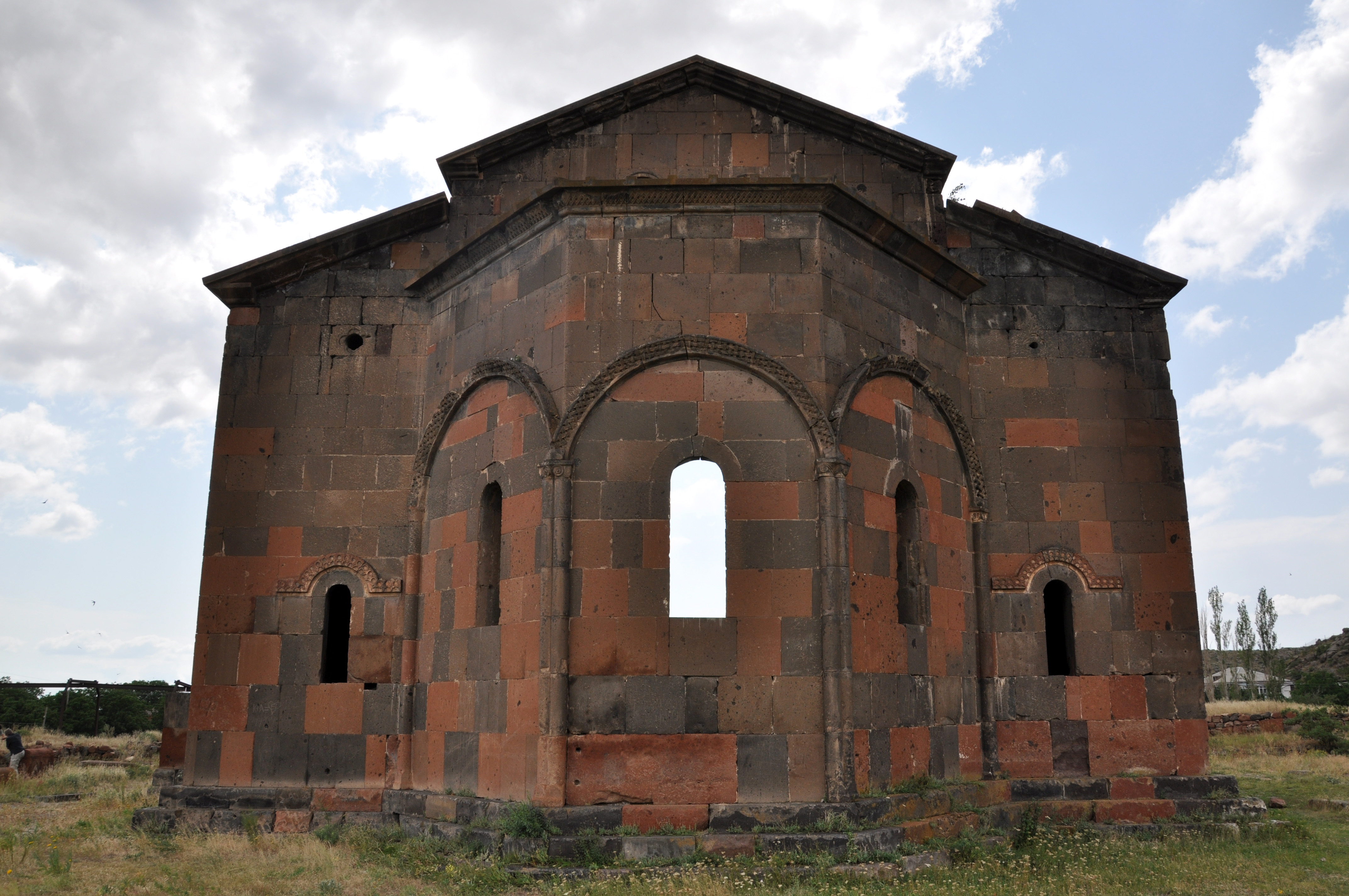
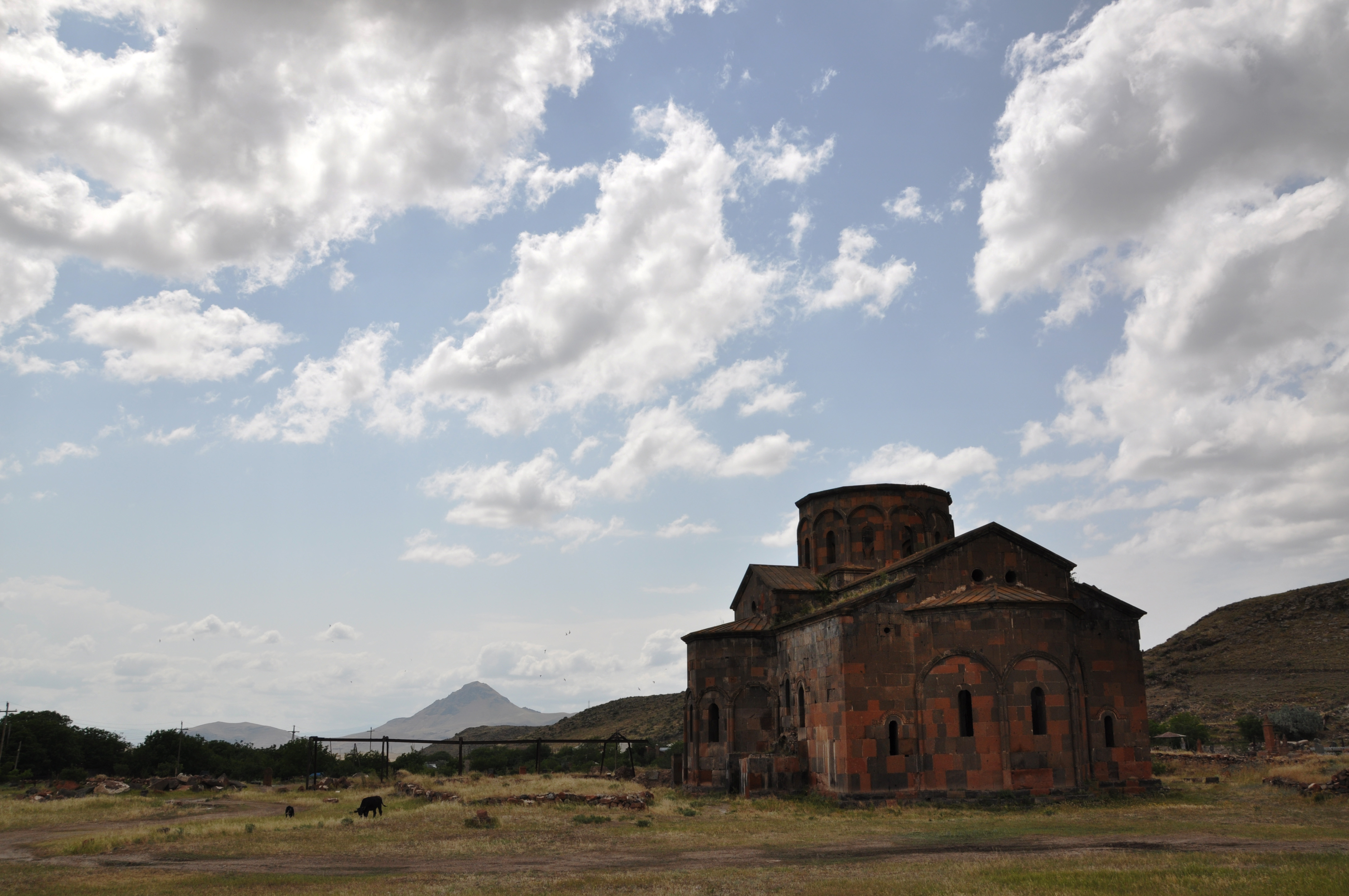
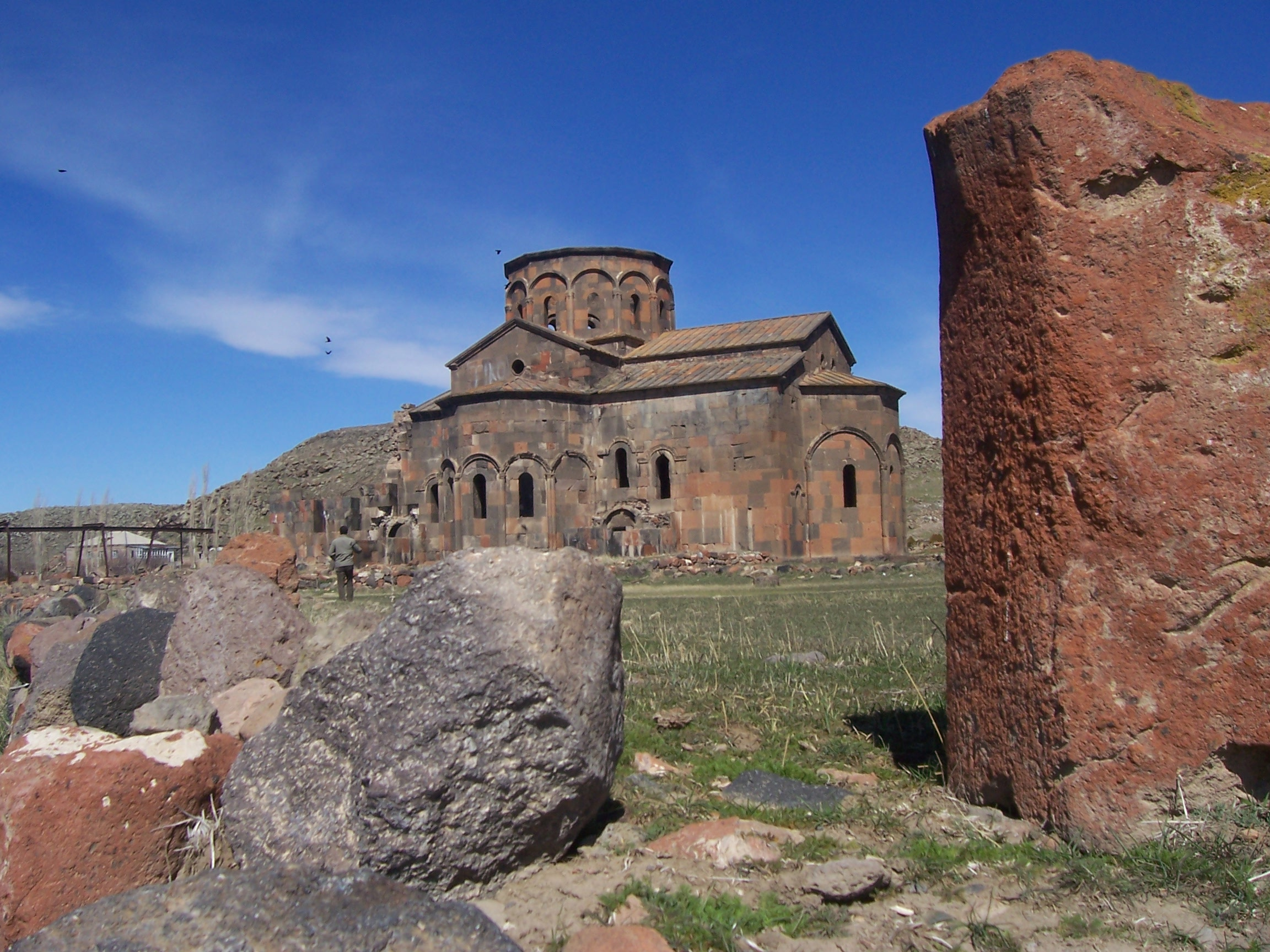
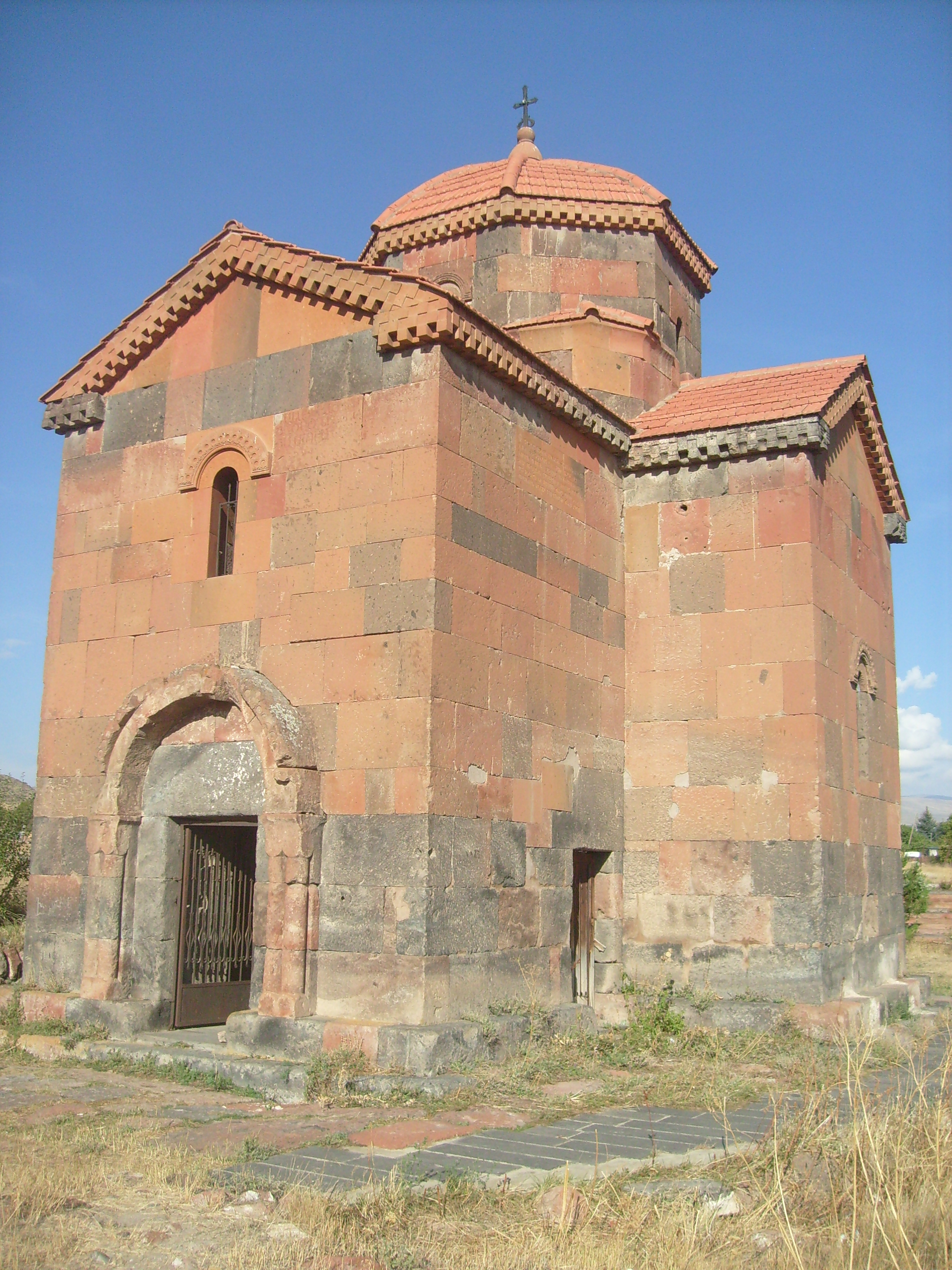
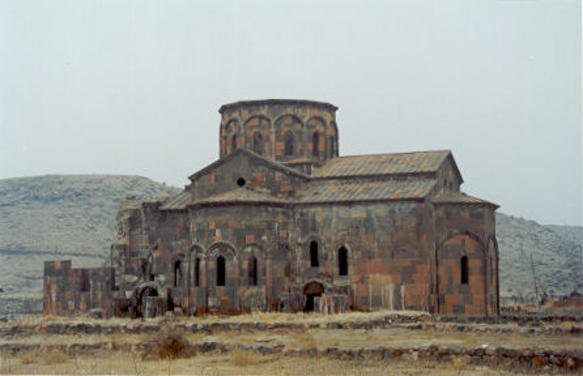
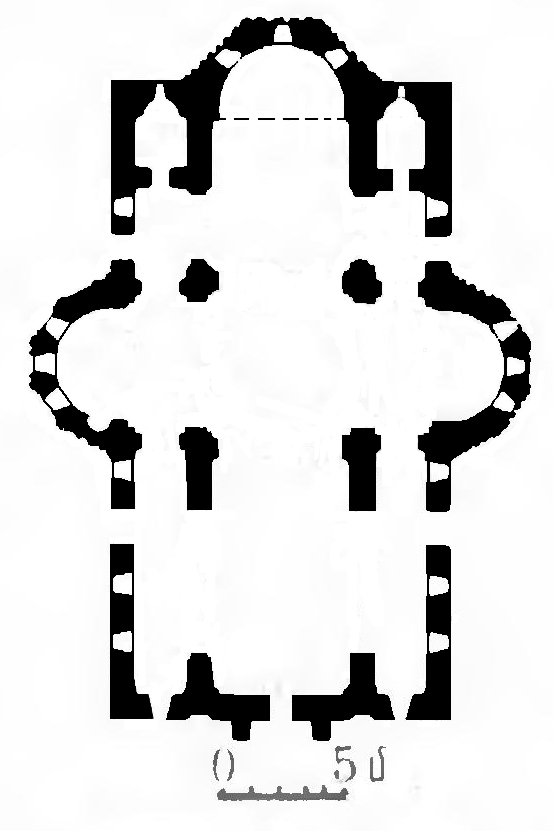